# 完全導体
完全導体（かんぜんどうたい、英: perfect conductor）とは、電気抵抗がゼロの物質のこと。同じく電気抵抗がゼロの物質に超伝導体があるが、超伝導体は電気抵抗がゼロのほかに、マイスナー効果、磁束の量子化、ジョセフソン効果、ピン止め効果などのすべての現象を起こす。電気抵抗ゼロのみの物質が完全導体である。現在のところ、完全導体であり、超伝導体ではない物質は存在しない。超伝導として認められるには、完全導体とマイスナー効果を示す必要がある。電気抵抗がゼロであり、マイスナー効果がでないもの、あるいはただ単に電気抵抗がゼロのものを完全導体と呼ぶ。

## 概要
完全導体に磁場（臨界磁場より弱い）を加えると、レンツの法則により、磁場の変化を妨げる向きに電流が流れるが、完全導体は電気抵抗がゼロなので、その電流は減衰せず流れ続ける。つまり、外部からの磁場を常に打ち消していることになるので、内部磁場はゼロになる。しかし、常伝導のときに外部磁場をかけて、転移温度まで冷却をすると、外部磁場が内部に侵入した状態で完全導体となることになる。内部に磁場が侵入してしまっているので、超伝導体のマイスナー効果とは違うことになる。磁場が内部に侵入した状態で外部磁場をかけるのをやめると、内部にある磁場はそのまま残り、まるで磁石のようになるはずである。
現在のところ、電気抵抗ゼロを示す物質はすべてマイスナー効果も示す。超伝導が発見された1911年からマイスナー効果が発見される1933年までは超伝導と完全導体は同じものとして見られていた。